# Johannes Blank
Johann Blank (17 april 1904 – 15 maart 1983) was een Duits waterpolospeler.
Johann Blank nam als waterpoloër eenmaal deel aan de Olympische Spelen; in 1928. In 1928 maakte hij deel uit van het Duitse team dat goud wist te veroveren. Hij speelde een wedstrijd als keeper.
Blank speelde voor de club Bayern 07 Nürnberg.
Max Amann · 
Karl Bähre · 
Emil Benecke · 
Johann Blank (G) ·
Otto Cordes · 
Fritz Gunst · 
Erich Rademacher (G) ·
Joachim Rademacher